# Ausgeliefert! Jagd durch Berlin
Ausgeliefert! Jagd durch Berlin (Originaltitel: Final Contract: Death on Delivery) ist ein Action-Thriller aus dem Jahr 2006 von Regisseur Axel Sand mit Drew Fuller in der Hauptrolle.

## Handlung
David Glover arbeitet in Berlin als Kurierfahrer bei der Firma Berlin Express seines Onkels. David ist in seine Arbeitskollegin Jenny verliebt, hat es aber bisher nicht übers Herz gebracht, ihr seine Gefühle zu gestehen. Als Jenny ein Stipendium für ein Auslandsstudium in Barcelona erhält, verabreden sich beide zu einem Abschiedsessen am Abend. 
Während seiner letzten Kurierfahrt springt eine Frau namens Lara in Davids Wagen, die angibt Polizistin beim BKA zu sein. Kurz darauf werden beide beschossen und von mehreren Autos verfolgt. Lara gibt an, im Auftrag des BKA den Profikiller Lorca zu jagen. Es gelingt ihnen die Flucht und beide landen in einem Hotelzimmer, wo Lara David verführt und er die Nacht mit ihr verbringt. Jenny wartet in der Zwischenzeit vergeblich auf David. Am nächsten Morgen ist Lara verschwunden und es stellt sich heraus, dass sie keine Polizistin ist, sondern selbst der gesuchte Profikiller Lorca. David wurde nur für ihre Zwecke benutzt, BKA-Ermittler Hillmann hält nun allerdings David für Lorca und die Polizei macht Jagd auf ihn. Jenny hilft David bei der Flucht vor der Polizei, dabei wird Jenny von Lara als Geisel genommen und David erpresst, die letzte Aufgabe des Profikillers selbst zu übernehmen, nämlich den letzten überlebenden von drei Belastungszeugen im Prozess gegen einen Waffenhändler zu töten. Den Zeugen soll er während einer Gerichtsverhandlung erschießen. David gelangt getarnt ins Gerichtsgebäude, wo sich der Zeuge als kleines Mädchen entpuppt. Unter Mithilfe seines Onkels gelingt es David das Versteck von Lara aufzuspüren und Jenny zu befreien. Als Lara mit einem Motorboot flieht, nimmt David die Verfolgung auf und es gelingt ihm Lara zu stellen. Lara alias Lorca wird von der Polizei festgenommen und David und Jenny werden schließlich ein Paar.

## Hintergrund
- Der Film wurde von action concept und Pictorion produziert. Die Dreharbeiten fanden von April bis Mai 2005 in Berlin und Umgebung statt.
- In der deutschen Version wird Drew Fuller von Sebastian Schulz synchronisiert.
- Erstausstrahlung im deutschen Fernsehen war am 11. Oktober 2008 auf RTL.

## Kritiken
„Unlogischer (Fernseh-)Thriller, der seine Geschichte nur mit Mühe zu Ende bringt. Das Hauptaugenmerk liegt auf bis zur Unglaubwürdigkeit übertriebenen Stunts, Autocrashs und Verfolgungsjagden.“